# La Demoiselle de compagnie
La Demoiselle de compagnie (The Companion) est une nouvelle policière d'Agatha Christie mettant en scène Miss Marple.
Initialement publiée en février 1930 dans la revue The Story-Teller au Royaume-Uni, cette nouvelle a été reprise en recueil en 1932 dans The Thirteen Problems au Royaume-Uni. Elle a été publiée pour la première fois en France dans le recueil Le Club du Mardi continue en 1966.
La nouvelle évoque les noyades (accidentelles ? criminelles ? résultant d'un suicide ?) d'Amy Durrant puis de Mary Barton. Le narrateur fictif est le Dr Lloyd.

## Personnages

### Membres du Club du Mardi
- Miss Marple
- Docteur Lloyd
- Colonel Arthur Bantry
- Dolly Bantry : son épouse
- Sir Henry Clithering : ancien commissaire à Scotland Yard
- Jane Helier : une actrice

### Protagonistes du mystère
- Le Dr Lloyd (narrateur du mystère)
- Mary Barton
- Amy Durrant

## Résumé
- Mise en place de l'intrigue

Il y a quelques années, narre le Dr Lloyd, il exerçait sur l'île de Grande Canarie. Il avait croisé la route de deux Anglaises : Mary Barton, bourgeoise, et Amy Durrant, sa demoiselle de compagnie depuis peu de temps. 
Un jour, la plage est le théâtre d'une tragédie : Amy Durrant se noie à quelques dizaines de mètres du rivage (d'où l'intitulé de la nouvelle). Mary Barton a expliqué que sa dame de compagnie avait été prise de convulsions et que, tentant de l'aider, elle n'était pas parvenue à la sortir de l'eau : Amy était morte noyée. Un médecin local délivre le permis d'inhumer et Mary Barton retourne en Angleterre. Apparemment cette noyade était accidentelle, sous la réserve qu'une Espagnole avait déclaré avoir vu Mary Barton pousser volontairement la tête d'Amy Durrant, non pas pour la sauver mais pour la noyer. Le témoignage de cette femme n'avait pas été estimé suffisamment crédible pour qu'on lui donne foi. 
Quelques semaines après, le docteur Lloyd était revenu en Angleterre et avait appris une seconde triste nouvelle : Mary Barton avait laissé un message pour indiquer qu'elle ne supportait pas la mort d'Amy et qu'elle allait « la rejoindre ». On avait retrouvé ses habits dans la mer, non loin de l'hôtel côtier où elle avait loué une chambre. 
N'ayant ni mari, ni enfant, ni frère ni sœur, et l'enquête concluant à un suicide, sa fortune avait été transmise à sa cousine australienne.
- Dénouement et révélations finales

Une discussion s'engage entre les membres du Club du Mardi. C'est Jane Marple qui découvre la vérité. Quand les deux Anglaises étaient arrivées à Grande Canarie, personne ne savait qui était qui. En fait, c'est Amy Durrant qui avait noyé sa maîtresse Mary Barton et qui, usurpant son identité, s'est fait passer pour elle. Puis, une fois l'inhumation effectuée, elle était rentrée en Angleterre où elle avait fait croire à sa noyade : aucun cadavre n'avait été découvert. Qui était donc cette femme qui avait tué Mary deux fois, une fois réellement et une seconde fois fictivement ? C'était tout simplement la cousine australienne qui voulait mettre la main sur l'héritage et qui s'était faite engager par sa cousine qui ignorait qui elle était. 
Le Dr Lloyd confirme les explications de miss Marple. Un jour qu'il se trouvait en Australie, il avait croisé dans la rue la fausse Mary Barton/Amy Durrant. Il avait vu sur elle les stigmates d'une maladie grave et invalidante : peut-être la justice de Dieu. Quoi qu'il en soit, elle était morte quelques mois après et, à part lui, nul n’avait su ses sinistres manigances (le docteur Lloyd lui-même ne l'avait pas dénoncée car n'ayant aucune preuve pour l’accuser de quoi que ce soit).

## Publications
Avant la publication dans un recueil, la nouvelle avait fait l'objet de publications dans des revues :
- en février 1930, au Royaume-Uni, sous le titre « The Resurrection of Amy Durrent », dans le no 274 (vol. 46) de la revue The Story-Teller[1] ;
- en mars 1930, aux États-Unis, sous le titre « Companions », dans le no 6 (vol. 31) de la revue Pictorial Review[1],[2] ;
- en décembre 1968, aux États-Unis, dans le no 301 (no 6, vol. 52) de la revue Ellery Queen's Mystery Magazine[3].

La nouvelle a ensuite fait partie de plusieurs recueils :
- en 1932, au Royaume-Uni, dans The Thirteen Problems[1] (avec 12 autres nouvelles) ;
- en 1933, aux États-Unis, dans The Tuesday Club Murders[1] (adaptation du recueil de 1932) ;
- en 1966, en France, dans Le Club du Mardi continue (avec 6 autres nouvelles) ;
- en 1991, en France, dans Miss Marple au Club du Mardi (fusion des deux recueils Miss Marple au Club du Mardi et Le Club du Mardi continue, reprenant les 13 nouvelles du recueil britannique de 1932).